# Résiline
La résiline est une protéine élastomère que l'on trouve chez de nombreuses espèces d'insectes et d'arthropodes.
C'est une des protéines les plus élastiques connues. La résiline peut être considérée comme une sorte de caoutchouc naturel. On en trouve notamment chez la mouche, qui lui doit ses capacités de vol, ou chez la puce, qui lui doit ses capacités de saut,. La résiline permet à la plupart des insectes de voler.

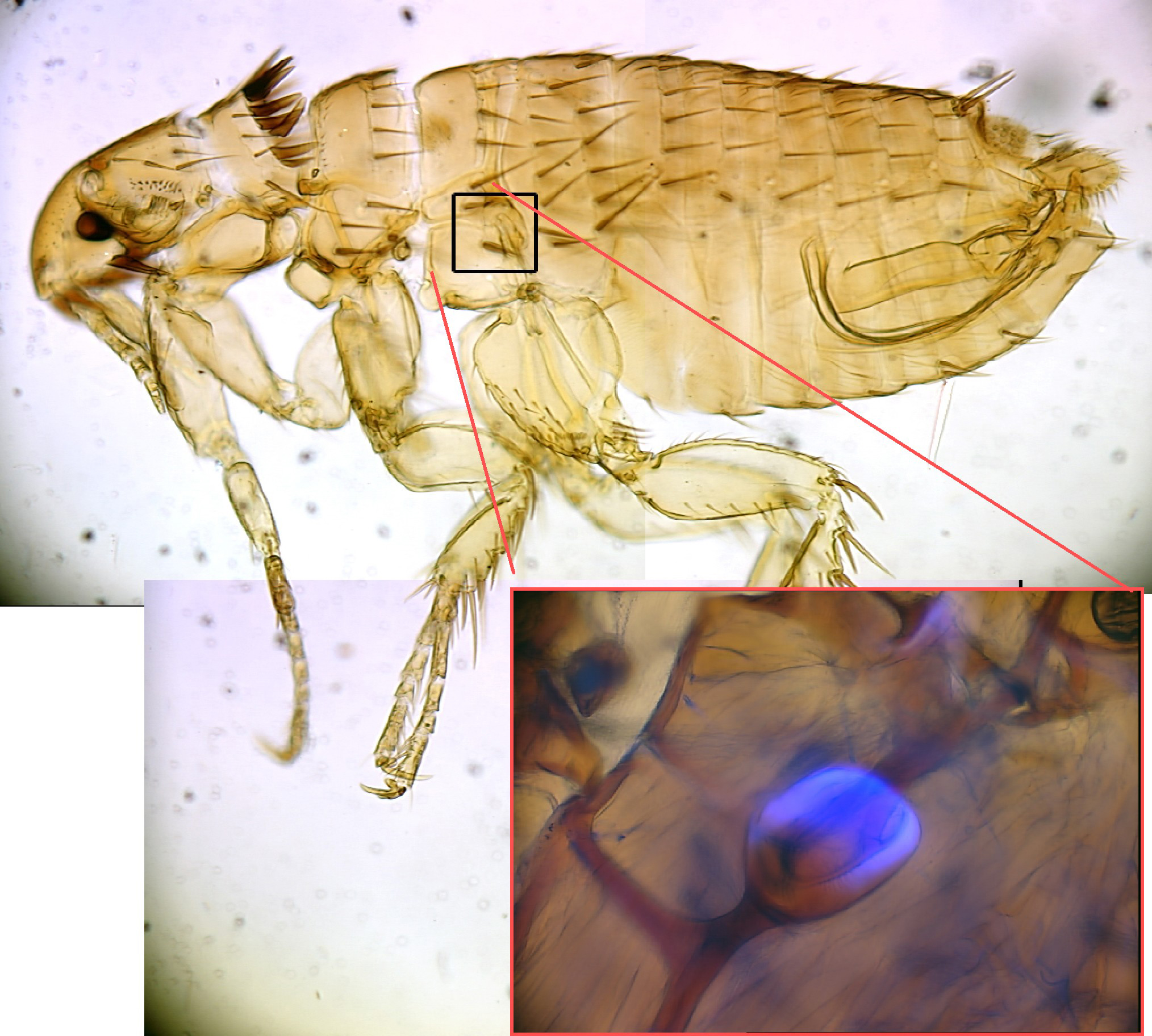
Image d'une puce montrant en gros plan la résiline
Schéma montrant la résiline dans une articulation

Des chercheurs du CSIRO (organisme de recherche australien) ont réussi à produire un caoutchouc presque parfait à partir de résiline. Le gène correspondant à la résiline a été identifié chez la drosophile, et a été introduit dans la bactérie E. coli, qui la produit alors en grandes quantités,.